# Adrienne Thomas

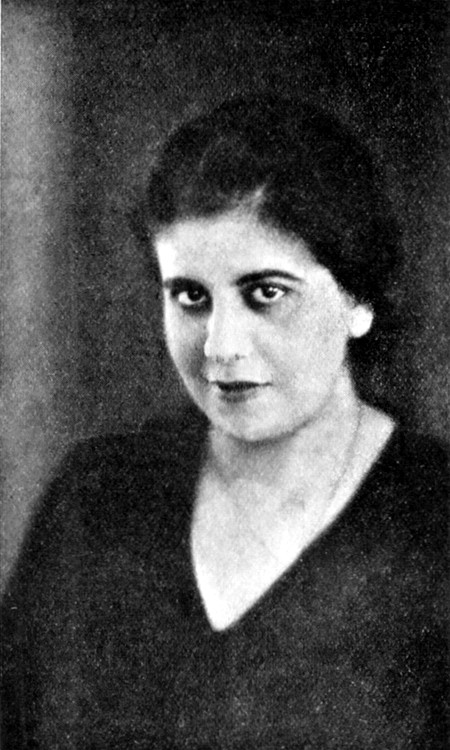
Adrienne Thomas (ca. 1934)

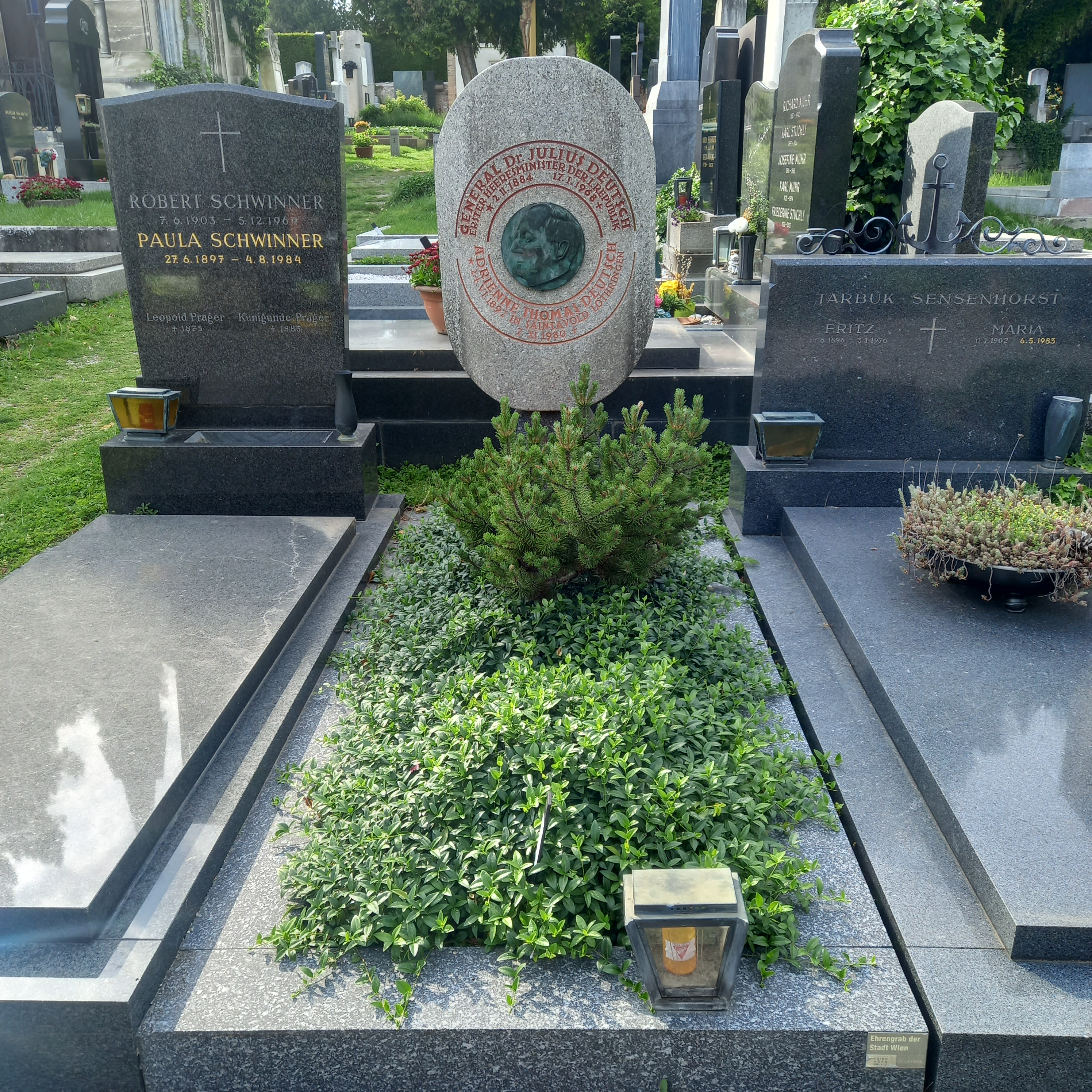
Das Grab von Adrienne Thomas und ihrem Ehemann Julius Deutsch auf dem Grinzinger Friedhof in Wien

Adrienne Thomas (Pseudonym für Hertha Strauch; * 24. Juni 1897 in Sankt Avold, Kreis Forbach, Bezirk Lothringen, Reichsland Elsaß-Lothringen, Deutsches Kaiserreich; † 7. November 1980 in Wien) war eine deutsche Schriftstellerin.

## Leben
Adrienne Thomas wuchs zweisprachig in einer jüdischen Familie in Saint-Avold und Metz im Reichsland Elsaß-Lothringen auf. Ihr Vater betrieb ein kleines Kaufhaus. Während des Ersten Weltkriegs zog sie mit der Familie nach Berlin. In Metz meldete sie sich bereits mit siebzehn Jahren als freiwillige Rotkreuzhelferin. Im Oktober 1921 zog sie als Frau des Zahnarztes Arno Lesser nach Magdeburg und blieb dort bis zum gemeinsamen Umzug nach Berlin im Jahr 1928. Nach einer Gesangs- und Schauspielausbildung in Berlin schrieb sie ihren Antikriegsroman Die Katrin wird Soldat (1930), der sie über Nacht berühmt machte und in 16 Sprachen übersetzt wurde.
Während der Zeit des Nationalsozialismus waren ihre Bücher verboten. Thomas emigrierte 1933 in die Schweiz, kurze Zeit später nach Frankreich, dann nach Österreich. Nach dem Anschluss Österreichs im Jahr 1938 war sie weiter auf der Flucht durch mehrere europäische Länder. Nachdem sie im Frühjahr 1940 kurzfristig in Frankreich im Lager Gurs zusammen mit Hannah Arendt und Emma Kann interniert worden war, gelang ihr mit Hilfe des „Emergency Rescue Committee“ die Flucht in die USA.
Im Exil lernte sie den österreichischen Politiker und Spanienkämpfer Julius Deutsch kennen, den Gründer des sozialdemokratischen Schutzbundes und Anführer des Februaraufstandes von 1934 in Wien. Seinetwegen kam sie 1947 nach Wien. Julius Deutsch war 1946 vorausgefahren. Sie heiratete 1951 in zweiter Ehe Deutsch. Ihre Exilerfahrungen verarbeitete sie in den Romanen Reisen Sie ab, Mademoiselle! (1944) und Ein Fenster zum East River (1945).
Sie wurde auf dem Grinzinger Friedhof im Grab von Julius Deutsch bestattet.

## Werke
- Die Katrin wird Soldat. Roman, 1930
- Dreiviertel Neugier. Roman, Amsterdam 1934
- Katrin! Die Welt brennt! Roman, Amsterdam 1936
- Andrea. Erzählung für Jugendliche, Basel 1937
- Viktoria. Erzählung für junge Menschen, Basel 1937
- Wettlauf mit dem Traum. Roman, Amsterdam 1939
- Von Johanna zu Jane. Roman, Amsterdam 1939
- Reisen Sie ab, Mademoiselle! Roman, Stockholm 1944
- Ein Fenster zum East River, Amsterdam 1945
- Da und dort. Novellen, 1950
- Ein Hund ging verloren. Erzählung für Jugendliche, 1953 (später unter dem Titel Ein Hund zweier Herren, 1973)
- Markusplatz um vier, 1955